# NGC 6906
NGC 6906 (również PGC 64601 lub UGC 11548) – galaktyka spiralna z poprzeczką (SBbc), znajdująca się w gwiazdozbiorze Orła. Odkrył ją Albert Marth 15 sierpnia 1863 roku.